# Enhipostazja
Enhipostazja (gr. enhypostanai - "być w hipostazie") – jedna z dróg interpretacji jedności boskości i człowieczeństwa w Chrystusie, zgodnie z którą odwieczna osoba Słowa Bożego przyjęła na siebie ludzką naturę, stając się podstawą jej bytu. Człowieczeństwo istnieje zatem w hipostazie Logosu. Koncepcja ta wywodzi się od Leoncjusza z Jerozolimy (zm. po 544 r.). Tę właśnie teorię wcielenia rozwijał w swych dziełach jezuita Pierre Teilhard de Chardin. De Chardin jednocześnie akcentował konieczność odwrócenia tendencji enhipostatycznej, tak, by człowiek przyjął do siebie boskość Jezusa, tak jak on przyjął jego człowieczeństwo.